# Alex Skolnick
Alex Skolnick est un guitariste américain de metal et de jazz né en 1968 en Californie. Il est notamment le guitariste soliste du groupe de thrash metal Testament. Il a remplacé Criss Oliva au sein de Savatage puis s'est ensuite orienté vers le jazz-rock avec Attention Deficit et Alex Skolnick Trio, un groupe qui enregistre des reprises jazz de standards du rock.

## Biographie
À neuf ans, il est fasciné par le groupe Kiss et veut apprendre à jouer de la guitare. Il a été l'élève de Joe Satriani.
En 1987, il forme le groupe de thrash metal Testament avec lequel il atteint une certaine notoriété comme guitariste soliste.
Avec Testament, il tournera avec des groupes tels que Slayer, Megadeth, White Zombie.
En 1992, il quitte Testament pour s'orienter vers le jazz, même s'il reviendra constamment au heavy metal.
Il fonde Skol-Patrol après avoir écouté les disques de Miles Davis des années 1970 et les bandes sons de ces années-là, c'est une sorte de projet funk metal.
Puis, en 1998, il contacte Tim Herb Alexander et Michael Manring avec qui il avait enregistré Skol-Patrol pour créer Attention Deficit, projet jazz fusion.
En 2002, sort le premier disque de son trio de Jazz, dont la particularité est de reprendre des classiques du hard rock et du heavy metal.
En 2010, il participe à la tournée mondiale de Rodrigo y Gabriela

## Discographie
Avec Testament :
- 1987 : The Legacy
- 1988 : Live at Eindhoven
- 1988 : The New Order
- 1989 : Practice What You Preach
- 1990 : Souls of Black
- 1992 : The Ritual
- 2001 First Strike Still Deadly, album de reprises de certains morceaux de 'The Legacy' et 'The New Order' ré-enregistrés afin d'aider Chuck Billy à récolter des fonds pour l'aider à soigner une forme rare de cancer des testicules. Certains morceaux sont chantés par Steve Souza, ex-chanteur d'Exodus et premier vocaliste de Testament.
- 2008 : The Formation of Damnation
- 2012 : Dark Roots of Earth
- 2017 : Brotherhood Of The Snake

Avec Attention Deficit :
- 1998 : Attention Deficit
- 2001 : The Idiot King

Avec Alex Skolnick Trio :
- 2002 : Goodby to Romance
- 2004 : Transformation
- 2007 : Last Day In Paradise
- 2011 : Veritas

Avec Michael Manring :
- 1994 : Thönk

Avec Savatage
- 1994 : Handfull of Rain
- 1994 : Japan Live ´94